# Havot
Le havot est une ancienne unité de volume pour les grains utilisée en Flandre, valant un quart de razière et un huitième de sac, soit environ 20 litres. À Lille, le havot vaut 18,52 litres et à Saint-Amand-les-Eaux 21,55 litres.
Dans son journal, Alexandre Dubois, un curé de campagne flamand de l'Ancien Régime installé à Rumegies (commune actuelle de Saint-Amand-les-Eaux) de 1686 à 1739, note ainsi, à propos de ce qu'il perçoit des habitants : « Septièmement, on doit à la cure, tels que Jean Du Gaucquier une rasière d’avoine de rente foncière, la veuve Jacques Dubois deux havots et la veuve Jean Lorthioir trois havots. ».
On trouve le havot comme mesure de capacité pour les grains dès le Moyen Âge, dans un compte d'une église lilloise (il vaut alors 1,5 litre), dans une charte de fondation d'une chapellenie au Quesnoy ainsi qu'au début du XVIe siècle dans les comptes de l'évêché de Tournai.  
Selon l'historien Jean Jacquart, il faut rapprocher le mot havot de la havecée, mesure que l'on trouve à Étampes au XIVe siècle.  